# Karolina Lujza hessen–darmstadti hercegnő
Karolina Lujza hessen–darmstadti hercegnő, férjezett Karolina Lujza badeni őrgrófné (németül: Prinzessin Karoline Luise von Hessen–Darmstadt, Markgräfin von Baden; Darmstadt, 1723. július 11. – Párizs, 1783. április 8.) hessen–darmstadti hercegnő, házassága révén előbb Baden–Durlach, majd Baden őrgrófnéja.

## Élete

### Származása
Karolina Lujza hercegnő 1723-ban született a Hessen–Darmstadti Őrgrófság fővárosában VIII. Lajos hessen–darmstadti őrgróf és Sarolta Krisztina hanau–lichtenbergi grófnő negyedik gyermekeként.
Hat testvér közül csak hárman érték meg a felnőttkort, köztük a legfiatalabb Karolina Lujza:
- Lajos herceg (1719–1790), trónörökös, 1768-tól apja utódaként Hessen-Darmstadt őrgrófja, aki 1741-ben Henrietta Karolina pfalz-zweibrückeni hercegnőt (1721–1774), majd 1775-ben (rangon alul) Marie Adélaïde Cheirouze-t vette feleségül,
- Sarolta Vilma (1720–1721), kisgyermekként meghalt,
- György Vilmos hessen-darmstadti herceg (Prinz), (1722–1782), lovassági tábornok, 1748-tól Mária Lujza Albertina leiningen-dagsburg-falkenburgi grófnő (1729–1818) férje,
- Karolina Lujza (1723–1783), 1751-től baden-durlachi őrgróf (1728–1811) első felesége,
- Auguszta (1725–1742), fiatalon meghalt,
- János Frigyes (1726–1746), fiatalon meghalt.

### Házassága, utódai
A hercegnő 1751. január 28-án feleségül ment Károly Frigyes baden–durlachi őrgrófhoz, aki 1738 óta névlegesen, régensi irányítás mellett, nagykorúságának elérésétől, 1746 óta ténylegesen a Baden-Durlachi Őrgrófság uralkodója volt.
Férjétől öt gyermeke született, azonban csak hárman érték meg a felnőttkort:
- Károly Lajos herceg (1755. február 14. – 1801. december 16.), nőül vette Amália hessen–darmstadti hercegnőt
- Frigyes herceg (1756. augusztus 29. – 1817. május 28.), nőül vette Krisztina Lujza nassau–usingeni hercegnőt
- Lajos herceg (1763. február 9. – 1830. március 30.), Baden nagyhercege
- koraszülött fiú (1764. július 29.)
- Lujza Auguszta hercegnő (1767. január 8. – 1767. január 11.), kisgyermekként elhalálozott.

A házaspár és gyermekeik a Károly Frigyes herceg nagyapja által 1715-ben alapított Karlsruhe városában éltek. A hercegi pár számos jószolgálati és intellektuális tevékenységet folytatott, udvartartásuk egyike volt az ország kulturális központjainak. Megfordult náluk többek között Voltaire, Johann Gottfried Herder, Johann Wolfgang von Goethe és Christoph Willibald Gluck is. Carl von Linné Karolina Lujza tiszteletére nevezte el a ma Pachira aquatica néven ismert növényt Carolinea macrocarpának. Karolina Lujza őrgrófné nagy pártfogója volt a badeni zenekarnak (Badische Staatskapelle Karlsruhe); az ő Mahlerey Cabinettjéből alakult ki később a badeni képtár, míg természetrajzi gyűjteménye szolgáltatta az alapot a majdani természetrajzi múzeumhoz.
Karolina Lujzából 1751-ben lett Baden–Durlach őrgrófnéja. 1771-ben Baden–Durlach Őrgrófság csatlakozott a Badeni Őrgrófsághoz, megvetve alapjait ezzel a későbbi Badeni Választófejedelemségnek (1803), majd Badeni Nagyhercegségnek (1806). Férjéből 1806-ban Baden első nagyhercege lett, Karolina Lujza badeni őrgrófné azonban ezt már nem érte meg: 1783. április 8-án elhunyt Párizsban. Károly Frigyes őrgróf négy évvel felesége halála után feleségül vett Luise Karoline Geyer von Geyersberg bárónőt, viszont második házassága morganatikusnak minősült választottjának alacsony (nicht standesgemäß) származása miatt, de a közös fia Lipót 1830-ban lett badeni nagyherceg.